# Nagano Narimasa
Nagano Narimasa (長野業正?; 1491 – 1561) è stato un samurai giapponese del periodo Sengoku servitore del clan Uesugi.
È noto per aver costruito il castello di Minowa nel 1526 e per la sua abilità nella difesa della struttura stessa. Al suo servizio ci fu anche il famoso spadaccino Kamiizumi Nobutsuna che fondò la scuola di spada Shinkage-ryū. Si mise in risalto durante l'attacco al castello di Yamanaka controllato da Hōjō Ujiyasu, e difese il castello di Minowa per non meno di sette anni dagli attacchi di Takeda Shingen. Solo dopo la sua morte il castello cadde in mano ai Takeda..
Come riportato dallo Shoden Shinkage-ryu, il clan aveva sedici servitori che erano chiamati le "Sedici lance della famiglia Nagano". Tra questi Kamiizumi Nobutsuna e Nagano Zaemon erano tra i più abili. Zaemon fondò uno stile Koppojutsu e Sojutsu chiamato Gyoshin Ryu. Il Densho chiamato Shinken Shobu Mokuroku, originariamente scritto nel 1603, fu distrutto nella seconda guerra mondiale e riscritto da un lontano parente chiamato Nagano Shigazato nel 1981. Oggi si dice che un parente lontano della famiglia, chiamato Nagano Ryu Heihou sia il custode del Densho riscritto con gli insegnamenti del Shiken Shobu Mokuroku anche se questa ipotesi non è stata dimostrata.
Diede riparo a Sanada Yukitaka nel 1541 dopo che quest'ultimo fu sconfitto da Murakami Yoshikiyo.
Il tempio Chōnen-ji dov'è sepolto Narimasa data la sua morte nel 1566. Gli succedette il figlio Nagano Narimori.